# Orosius santali
Orosius santali är en insektsart som beskrevs av Singh-pruthi 1934. Orosius santali ingår i släktet Orosius och familjen dvärgstritar. Inga underarter finns listade i Catalogue of Life.